# Embalse del Argos
El embalse del Argos es un embalse situado sobre el río Argos, afluente del Segura, en la comarca del Noroeste, Región de Murcia (España). Se encuentra en la zona de especial protección para las aves denominada «Sierra del Molino, Embalse del Quípar y Llanos del Cagitán».

## Geografía
Situado entre la Sierra de la Puerta y el cabezo de Juan González dispone de una capacidad de embalse de 10 hm³, ocupando 136 ha . Se comenzó a utilizar en 1974 tras un largo proceso de construcción en el marco de la regulación de los caudales del río Segura y como garantía para los cultivos de la zona. Los campos directamente beneficiados corresponden a Cehegín y Calasparra, aunque es en el primer municipio en donde se ubica el embalse, en las proximidades de la pedanía ceheginera de Valentín.

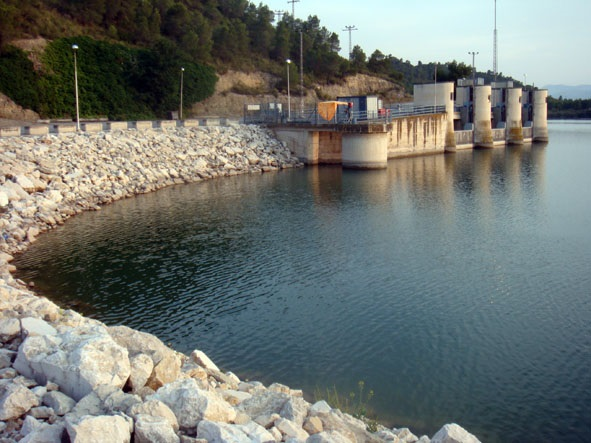
Compuertas
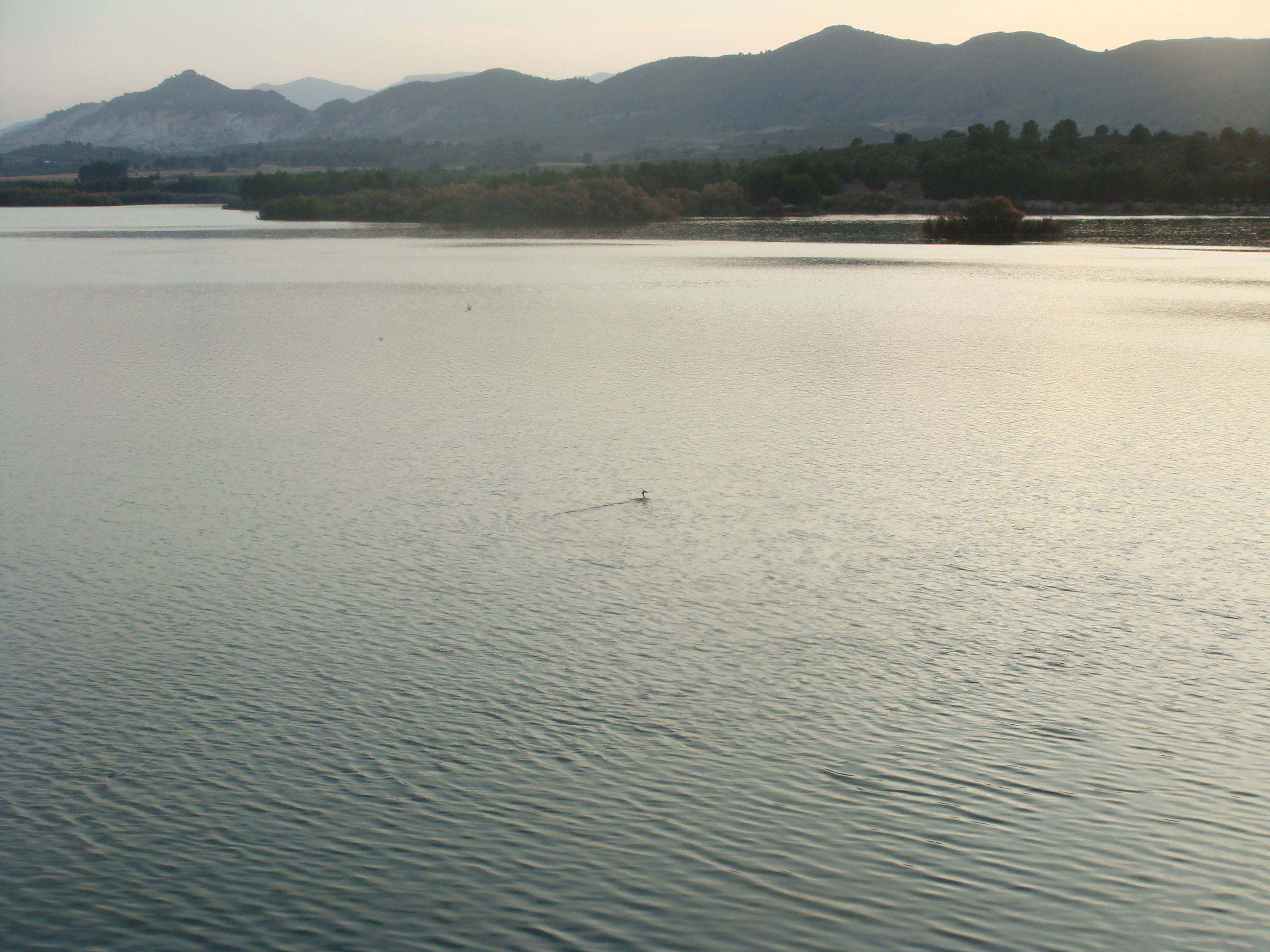
Pantano
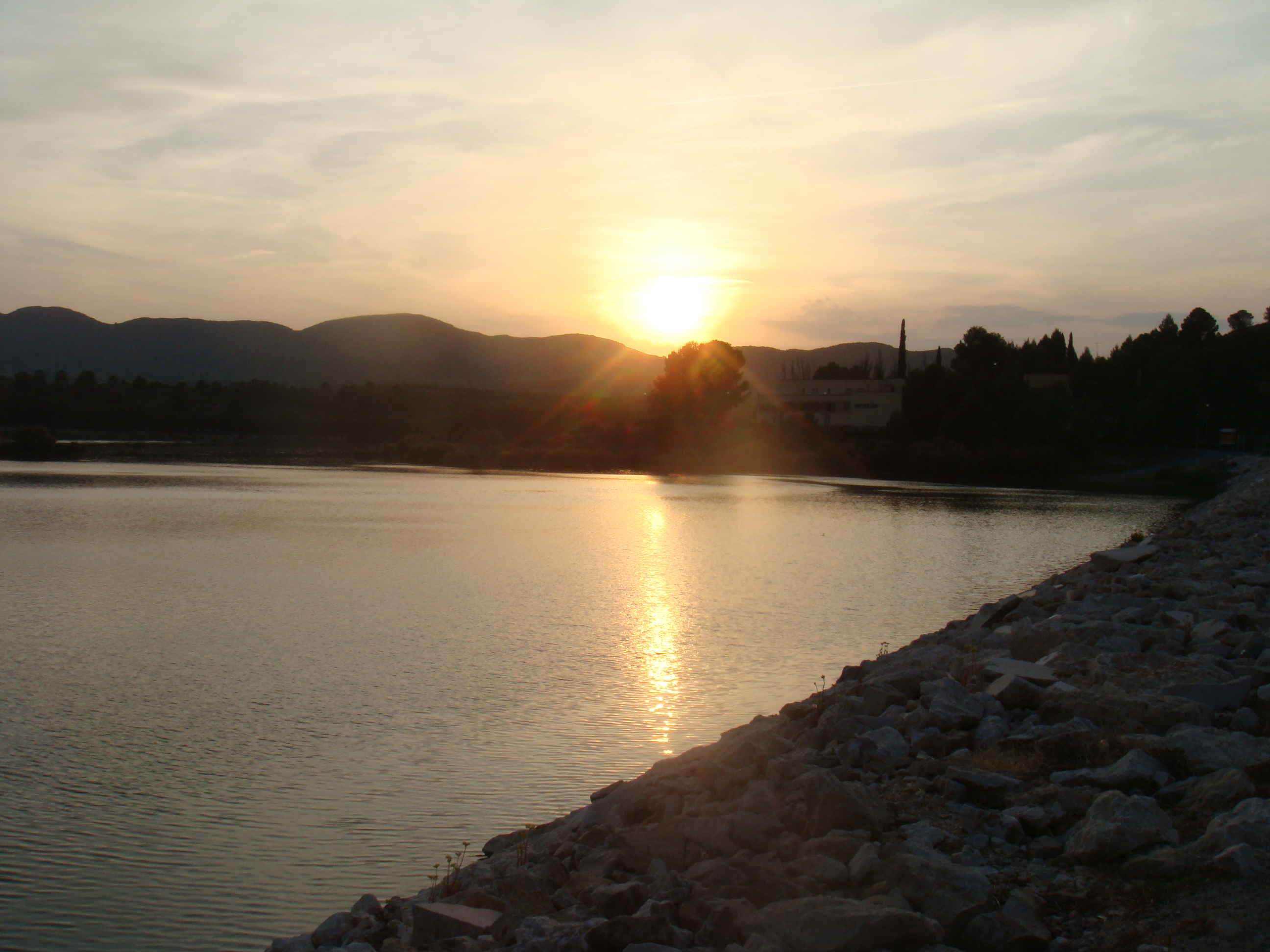
Presa
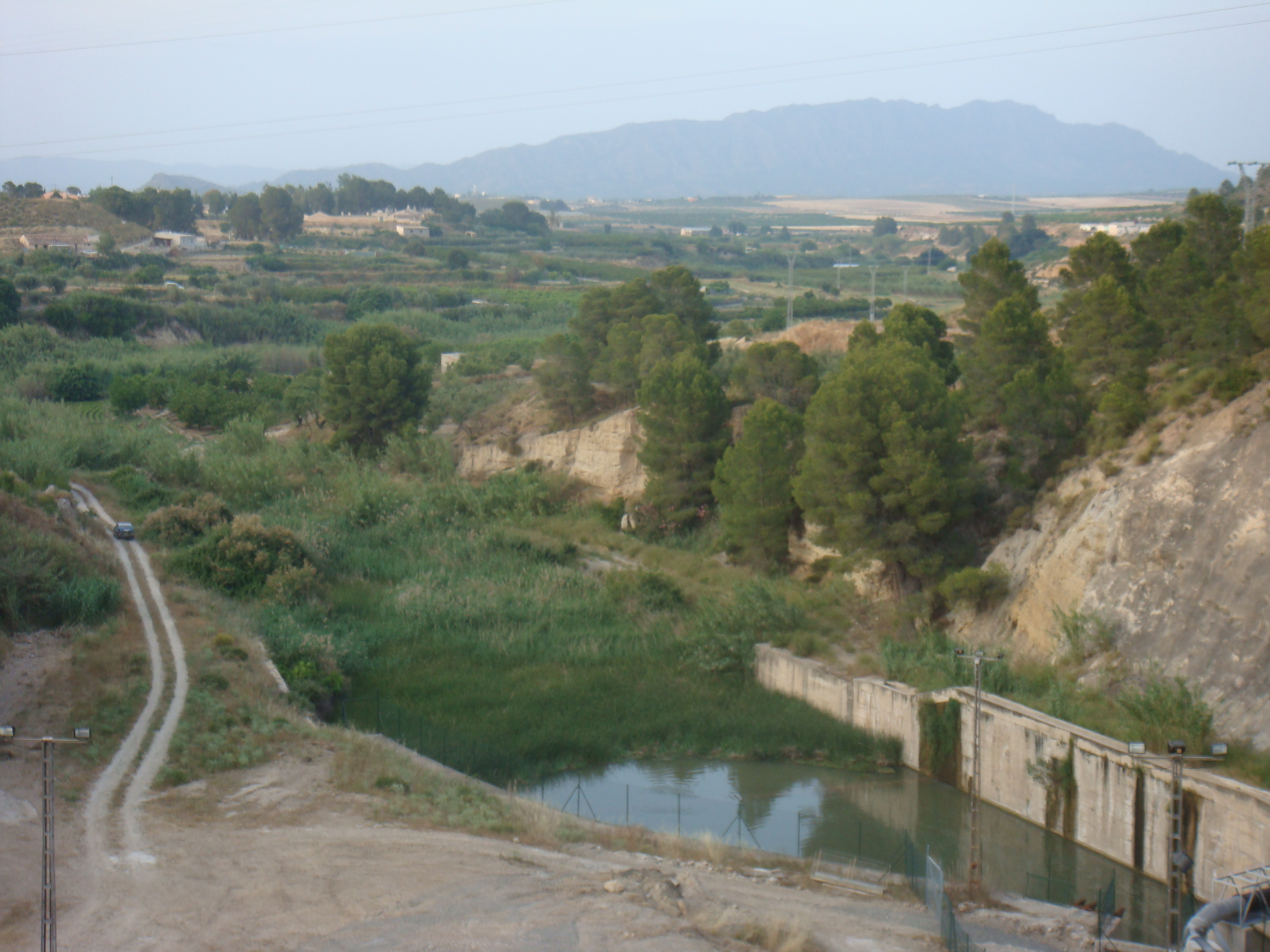
Salida

## Historia
El pantano, que se construyó en 1970, cuenta con una de las pocas presas construidas con materiales sueltos de tipo pantalla y homogénea. Sus obras dieron trabajo a bastantes trabajadores de la zona. En los años 90 se construyó un canal que lleva el agua desde el pantano del Argos hasta el embalse de Alfonso XIII, que represa las aguas del río Quípar, en el caso de que la llegada de avenidas represente peligro.

## Naturaleza
Se encuentra dentro de la zona ZEPA denominada Sierra del Molino, Embalse del Quípar y Llanos del Cagitán. La flora que puede encontrarse consiste en pinos carrascos, tarayales, chopos y sauces, asimismo existe esparto, madreselvas, zarzamoras y espino blanco. Respecto a las aves pueden ser de tipo acuático y subacuático, como garcilla bueyera, martinete, garceta común y garza real. Entre los peces destacan los barbos y las carpas.